# Hiallum affine
Hiallum affine är en kräftdjursart som beskrevs av Richardson1909. Hiallum affine ingår i släktet Hiallum och familjen Eubelidae. Inga underarter finns listade i Catalogue of Life.